# Talwai
Talwai is een bestuurslaag in het regentschap Alor van de provincie Oost-Nusa Tenggara, Indonesië. Talwai telt 719 inwoners (volkstelling 2010).